# Cmentarz w Dziekanowie
Cmentarz w Dziekanowie – nekropolia w Dziekanowie, utworzona na potrzeby miejscowej parafii unickiej, następnie użytkowana przez parafię prawosławną, a od lat 80. XX wieku – przez katolików obrządku łacińskiego.

## Historia i opis
Cmentarz został założony w I poł. XIX w. na potrzeby miejscowej ludności unickiej, zastępując dotąd użytkowaną nekropolię przy cerkwi Opieki Matki Bożej w Dziekanowie. Po likwidacji unickiej diecezji chełmskiej razem z miejscową cerkwią został przemianowany na prawosławny. Był użytkowany przez miejscową ludność prawosławną do końca II wojny światowej i wysiedlenia prawosławnych Ukraińców, następnie przez kilkadziesiąt lat był porzucony. W latach 80. XX wieku z cmentarza zaczęli korzystać katolicy, urządzając swoją kwaterę w zachodniej części nekropolii. Według innego źródła cmentarz jeszcze przed II wojną światową traktowany był przez całą ludność Dziekanowa (zarówno prawosławną większość, jak i katolicką mniejszość) jako wspólna własność.
Na cmentarzu znajduje się kaplica grobowa rodziny Grotthusów, wzniesiona w 1851. Jest to budowla ceglana, prostokątna, otynkowana, z pięcioma tablicami epitafijnymi wmurowanymi w ścianę obiektu. Kryta jest dachem dwuspadowym z cebulastą kopułką. Kaplica była w latach 1990–1996 remontowana. Od 1972 posiada status zabytku.
Poza kaplicą na cmentarzu znajduje się 38 żeliwnych i kamiennych pomników nagrobnych sprzed 1945, z czego dziesięć zniszczonych. Mają one postać krzyży prawosławnych lub łacińskich ustawionych na prostopadłościennych postumentach, postumentach imitujących kopce kamieni lub postumentach w kształcie walców. Pojedyncze nagrobki mają kształt pionowych stelli lub poziomych płyt. Inskrypcje nagrobne wykonane zostały w języku cerkiewnosłowiańskim. Nagrobki zdobione są akroterionami, gzymsami i tympanonami. Na cmentarzu rosną klony, brzozy, jesiony i lipy.